# تپه کوئیک حاتمی
تپه کوئیک صیفوری مربوط به هزاره سوم و ۲ قبل از میلاد است و در شهرستان سرپل ذهاب، بخش مرکزی، دهستان حومه سرپل، ۲ کیلومتری جنوب غرب روستای کوئیک، صیفوری واقع شده و این اثر در تاریخ ۱۸ اسفند ۱۳۸۷ با شمارهٔ ثبت ۲۴۸۳۷ به‌عنوان یکی از آثار ملی ایران به ثبت رسیده است.